# 노비사드역 지붕 붕괴 사고
노비사드역 지붕 붕괴 사고(Novi Sad railway station canopy collapse)는 2024년 11월 1일 세르비아 노비사드에 있는 노비사드역의 외부 콘크리트 지붕(캐노피)이 보도 위로 무너져 14명이 사망하고 최소 3명이 부상을 입은 사고다. 사망자 중 13명은 세르비아인이고 1명은 북마케도니아인이다.